# Phryssonotus novaehollandiae
Phryssonotus novaehollandiae är en mångfotingart som först beskrevs av Filippo Silvestri 1923.  Phryssonotus novaehollandiae ingår i släktet Phryssonotus och familjen Synxenidae. Inga underarter finns listade i Catalogue of Life.